# جيرمان بورغوس
جيرمان بورغوس (بالإسبانية: Germán Burgos) مواليد 16 أبريل 1969 في ماريه ديل بلاتا، هو لاعب كرة قدم أرجنتيني سابق كان يلعب كحارس مرمى. سبق له أن لعب في كأس العالم لكرة القدم مع منتخب بلاده. لعب خلال مسيرته 273 مباراة.

## المسيرة الاحترافية

### أندية لعب لها
- فيرو كاريل
- أتلتيكو ريفر بليت
- ريال مايوركا
- أتلتيكو مدريد

## روابط خارجية
- جيرمان بورغوس على موقع IMDb (الإنجليزية)
- جيرمان بورغوس على موقع ميوزك برينز (الإنجليزية)
- جيرمان بورغوس على موقع أول ميوزيك (الإنجليزية)
- جيرمان بورغوس على موقع ديسكوغز (الإنجليزية)

- جيرمان بورغوس على موقع الاتحاد الدولي (مؤرشف)  (الإنجليزية)
- جيرمان بورغوس على موقع قاعدة بيانات كرة القدم.إي يو (الإنجليزية)
- جيرمان بورغوس على موقع ناشيونال فوتبول تيمز (الإنجليزية)